# Сент-Джеймсский дворец
Сент-Джеймсский дворец (англ. St. James’s Palace) — один из старейших в Лондоне. Находится на улице Пэлл-Мэлл к северу от одноимённого парка. Построен на месте средневекового лепрозория св. Иакова (Джеймса) из красного кирпича как вторая столичная резиденция Генриха VIII. Здесь умерла его дочь Мария Тюдор, и в дворцовой капелле XVII века (арх. Иниго Джонс) покоятся её внутренности и сердце.
До 1698 года английские короли жили в Уайтхолле и только после его уничтожения в 1698 году Сент-Джеймсский дворец стал основным местопребыванием королевского двора. Придворные жаловались на тесноту и ветхость помещений, так что их приходилось постоянно ремонтировать и расширять. Сами монархи предпочитали более тихий и уютный Кенсингтонский дворец, и после большого пожара 1809 года Сент-Джеймс был ими фактически заброшен. Последующей реконструкцией дворца занимался архитектор Эдвард Блор.
При вступлении на престол в 1837 году королева Виктория официально сделала своей главной резиденцией Букингемский дворец, оставив Сент-Джеймсский дворец местопребыванием двора принца Уэльского.